# التسلسل الزمني جائحة فيروس كورونا 2019–20 في فبراير 2021
توثق هذه المقالة التسلسل الزمني وعلم الأوبئة لفيروس كورونا, الفيروس المسبب لمرض فيروس كورونا 2019 (مرض فيروس كورونا 2019) والمسؤول عن جائحة فيروس كورونا, في فبراير 2021. تم تحديد أول حالات إصابة بشرية بـ كوفيد-19 في ووهان, الصين, في ديسمبر 2019.

## التسلسل الزمني للجائحة

### 1 فبراير
- أبلغت مقاطعة أونتاريو الكندية عن أول حالة لها من النوع الجنوب أفريقي في منطقة بيل.[1]
- أبلغت ماليزيا عن 4,214 حالة جديدة, ليصل العدد الإجمالي إلى 219,173 حالة. هناك 4,280 عملية استرداد, وبذلك يصل العدد الإجمالي للمتعافين إلى 170,329. هناك عشر وفيات, ليرتفع عدد الوفيات إلى 770. هناك 48,074 حالة نشطة, منها 316 في العناية المركزة و 137 في دعم جهاز التنفس الصناعي.[2]
- لم تبلغ نيوزيلندا عن أي حالات جديدة, حيث انخفض العدد الإجمالي إلى 2,303 (1,947 مؤكدة و 356 محتملة). تعافى شخص واحد, ليرتفع العدد الإجمالي للمتعافين إلى 2209. لا يزال عدد الوفيات 25. هناك 69 حالة نشطة, 67 منها في عزلة مُدارة واثنتان في المجتمع.[3]
- أبلغت سنغافورة عن 29 حالة واردة جديدة, ليصل العدد الإجمالي إلى 59565.[4] تم تفريغ 43, ليصل إجمالي عدد المستردات إلى 59271. لا يزال عدد الوفيات عند 29.[5]
- أبلغت أوكرانيا عن 2030 حالة إصابة يومية جديدة و 61 حالة وفاة يومية جديدة, وبذلك يصل العدد الإجمالي إلى 1.221.485 و 22.768 على التوالي, وقد تعافى اجمالى 1,023,915 مريضاً.[6]
- أبلغت المملكة المتحدة عن الكشف العشوائي عن 11 حالة من البديل الجنوب أفريقي غير المرتبط بالسفر الدولي.[7]

### 2 فبراير
- تمرر جمهورية التشيك مليون حالة, مما يجعلها الدولة العشرين التي تقوم بذلك.[8]
- أبلغت ماليزيا عن 3455 حالة جديدة, ليصل العدد الإجمالي إلى 222,628. هناك 3,661 حالة استرداد جديدة, وبذلك يصل العدد الإجمالي للمتعافين إلى 173,990. هناك 21 حالة وفاة جديدة, ليرتفع عدد الوفيات إلى 791. هناك 47847 حالة جديدة, 327 حالة في العناية المركزة و 145 في دعم جهاز التنفس الصناعي.[9]
- أبلغت نيوزيلندا عن 4 حالات جديدة, ليرتفع العدد الإجمالي إلى 2307 (1951 حالة مؤكدة و 356 محتملة). تم الإبلاغ عن حالة انتعاش واحدة, مما رفع العدد الإجمالي لعمليات الاسترداد إلى 2210. لا يزال عدد الوفيات 25. هناك 72 حالة نشطة (70 حالة في العناية المركزة واثنتان في دعم جهاز التنفس الصناعي).[10]
- أبلغت سنغافورة عن 19 حالة واردة جديدة, ليصل العدد الإجمالي إلى 59584 حالة. تعافى 30 شخصًا, ليصل إجمالي عدد حالات الشفاء إلى 59301 شخصًا. لا يزال عدد الوفيات عند 29.[11]
- أبلغت أوكرانيا عن 2,394 حالة يومية جديدة و 156 حالة وفاة يومية جديدة, وبذلك يصل العدد الإجمالي إلى 1,223,879 و 22,924 على التوالي, وقد تعافى اجمالى 1035372 مريضاً.[12]

### 3 فبراير
- أبلغت ماليزيا عن 4284 حالة جديدة, ليصل العدد الإجمالي إلى 226,912 حالة. هناك 3,804 عمليات استرداد, وبذلك يصل العدد الإجمالي للمتعافين إلى 177,794. تم الإبلاغ عن 18 حالة وفاة, ليرتفع عدد الوفيات إلى 809. هناك 48309 حالات نشطة, منها 307 في العناية المركزة و 141 في دعم جهاز التنفس الصناعي.[13]
- أبلغت نيوزيلندا عن 3 حالات (حالتان في حالة عزل مُدار وحالة تاريخية واحدة), وبذلك يصل العدد الإجمالي إلى 2308 (تم تأكيد 1952 و 356 محتمل). تعافى 12, ليصل العدد الإجمالي لعمليات الاسترداد إلى 2222. لا يزال عدد الوفيات 25. هناك 61 حالة نشطة (59 حالة في عزلة مُدارة واثنتان في المجتمع).[14]
- أبلغت سنغافورة عن 18 حالة جديدة, بما في ذلك حالة واحدة في المجتمع و 17 حالة مستوردة, ليصل العدد الإجمالي إلى 59602 حالة.[15] تم تفريغ 19, وبذلك يصل العدد الإجمالي لعمليات الاسترداد إلى 59320. لا يزال عدد الوفيات عند 29.[16]
- أبلغت أوكرانيا عن 3285 حالة إصابة يومية جديدة و 165 حالة وفاة يومية جديدة, وبذلك يصل العدد الإجمالي إلى 1227164 و 23089 على التوالي, وقد تعافى اجمالى 1045473 مريضاً.[17]

### 4 فبراير
- أبلغت ماليزيا عن 4571 حالة جديدة, ليصل العدد الإجمالي إلى 231,483 حالة. هناك 4,092 عملية استرداد, وبذلك يصل العدد الإجمالي للمبالغ المستردة إلى 181,886. هناك 17 حالة وفاة, ليرتفع عدد الوفيات إلى 826. هناك 48,771 حالة نشطة, منها 308 حالة في العناية المركزة و 135 حالة في دعم جهاز التنفس الصناعي.[18]
- أبلغت نيوزيلندا عن 6 حالات جديدة, ليصل العدد الإجمالي إلى 2313 (1957 مؤكد و 356 محتمل). وأعيد تصنيف حالة واحدة مؤكدة سابقا على أنها قيد التحقيق. وقد تعافت ستة منها, مما رفع العدد الإجمالي لعمليات الاسترداد إلى 2228. لا يزال عدد الوفيات 25. هناك 60 حالة نشطة (58 في عزلة مُدارة واثنتان في المجتمع).[19]
- أبلغت سنغافورة عن 22 حالة واردة جديدة, ليصل العدد الإجمالي إلى 59624.[20] تعافى 28 شخصًا, ليصل إجمالي عدد حالات التعافي إلى 59348 شخصًا. لا يزال عدد الوفيات عند 29.[21]
- أبلغت أوكرانيا عن 5082 حالة يومية جديدة و 140 حالة وفاة يومية جديدة, وبذلك يصل العدد الإجمالي إلى 1,232,246 و 23,229 على التوالي, وقد تعافى اجمالى 1,055,406 مريض.[22]

### 5 فبراير
- أبلغت ماليزيا عن 3,391 حالة جديدة, ليصل العدد الإجمالي إلى 234,874 حالة. وهناك 3,392 حالة, ليصل العدد الإجمالي إلى 185,278 حالة. وهناك 19 حالة وفاة ليرتفع عدد الوفيات إلى 845. هناك 48751 حالة نشطة, منها 310 حالة في العناية المركزة و 134 في دعم جهاز التنفس الصناعي.[23]
- أبلغت نيوزيلندا عن حالتين جديدتين, ليصل العدد الإجمالي إلى 2315 (1959 مؤكداً و 356 محتملاً). ولا يزال عدد المتعافين 2228 بينما لا يزال عدد الوفيات 25. هناك 62 حالة نشطة (59 في عزلة مُدارة وثلاث في المجتمع).[24]
- أبلغت سنغافورة عن 25 حالة جديدة, بما في ذلك حالة في المجتمع وواحدة مقيمة في عنبر, وبذلك يصل المجموع إلى 59649.[25] تم تفريغ 25, ليصل العدد الإجمالي لعمليات الاسترداد إلى 59373. لا يزال عدد الوفيات عند 29.[26]
- أبلغت أوكرانيا عن 4923 حالة إصابة يومية جديدة و 158 حالة وفاة يومية جديدة, وبذلك يصل العدد الإجمالي إلى 1,237,169 و 23387 على التوالي, وقد تعافى اجمالى 1,063,591 مريضاً.[27]

### 6 فبراير
- ماليزيا وقد ذكرت 3,847 حالات جديدة ليصل العدد الإجمالي إلى 238,721. هناك ويبلغ ارتفاعها 1, 692 المستردة, ليصل إجمالي عدد تعافى إلى 186,970. 12 الوفيات, ليصل عدد الوفيات إلى 857. هناك 50,894 النشطة الحالات مع 305 في العناية المركزة و 139 على دعم التنفس الصناعي.[28]
- نيوزيلندا قد ذكرت مجتمعية جديدة الإرسال في مدينة هاميلتون الذي ترتبط بولمان في أوكلاند.[29]
- سنغافورة قد ذكرت في 26 جديدة مستوردة من الحالات, ليصل المجموع إلى 59,675.[30] بالإضافة إلى قضية يقيمون في عنبر ومن المرجح أن يكون قد تم هاجمها. 32 شخصا قد تعافى, ليصل إجمالي عدد المستردة إلى 59,405. عدد الوفيات لا يزال في 29.[31]
- أوكرانيا قد ذكرت 4,310 الجديدة يوميا حالات 129 الجديدة يوميا الوفيات ليصل العدد الإجمالي إلى 1,241,479 و 23,516 على التوالي, مجموعه 1,070,749 المرضى قد تعافى.[32]

### 7 فبراير
- أكدت مقاطعة أونتاريو الكندية أول حالات الإصابة بالمتغيرات البرازيلية وجنوب إفريقيا في تورنتو.[33]
- أبلغت ماليزيا عن 3731 حالة جديدة, ليصل العدد الإجمالي إلى 242,452 حالة. هناك 3,369 عملية استرداد, وبذلك يصل العدد الإجمالي للمتعافين إلى 190,339. وهناك 15 حالة وفاة ليرتفع عدد الوفيات إلى 872. هناك 51,241 حالة نشطة, منها 292 حالة في العناية المركزة و 140 في دعم جهاز التنفس الصناعي.[34]
- أبلغت نيوزيلندا عن 5 حالات جديدة, ليصل العدد الإجمالي إلى 2,320 (1,964 حالة مؤكدة و 356 محتملة). تعافى شخص واحد, ليرتفع العدد الإجمالي للمتعافين إلى 2229. هناك 66 حالة نشطة (62 على الحدود وأربع حالات انتقال مجتمعية).[35]
- أبلغت سنغافورة عن 24 حالة جديدة, بما في ذلك حالة واحدة في المجتمع و 24 حالة مستوردة, ليصل الإجمالي إلى 59,699. تم تفريغ 28, ليصل إجمالي عدد المبالغ المستردة إلى 59433. لا يزال عدد الوفيات عند 29.[36]
- أبلغت أوكرانيا عن 3370 حالة يومية جديدة و 81 حالة وفاة يومية جديدة, وبذلك يصل العدد الإجمالي إلى 1,244,849 و 23,597 على التوالي, وقد تعافى اجمالى 1,073,046 مريضاً.[37]

### 8 فبراير
- أبلغت ماليزيا عن 3,100 حالة جديدة, ليصل العدد الإجمالي إلى 245,552 حالة. وهناك 2340 حالة شفاء, وبذلك يصل العدد الإجمالي للمتعافين إلى 192,679. وهناك 24 حالة وفاة ليرتفع عدد الوفيات إلى 896. هناك 51977 حالة نشطة, 282 في العناية المركزة و 134 في دعم التنفس الصناعي.[38]
- لم تبلغ نيوزيلندا عن أي حالات جديدة أو حالات شفاء أو وفيات. هناك إجمالي 66 حالة نشطة, و 2,320 (1,964 حالة مؤكدة و 356 حالة محتملة), و 2229 حالة تعافي, و 25 حالة وفاة.[39]
- أبلغت سنغافورة عن 22 حالة جديدة, بما في ذلك حالتان في المجتمع و 20 حالة مستوردة, ليصل الإجمالي إلى 59,721.[40] تعافى 51 شخصًا, ليصل إجمالي عدد حالات التعافي إلى 59484 شخصًا. لا يزال عدد الوفيات عند 29.[41]
- أبلغت أوكرانيا عن 2141 حالة إصابة يومية جديدة و 47 حالة وفاة يومية جديدة, وبذلك يصل العدد الإجمالي إلى 1,246,990 و 23,644 على التوالي, وقد تعافى اجمالى 1.075.743 مريضاً.[42]
- الولايات المتحدة الأمريكية تجاوزت 27 مليون حالة في حين بلغ عدد الوفيات 463,433.[43]

### 9 فبراير
- أبلغت ماليزيا عن 2764 حالة جديدة, ليصل العدد الإجمالي إلى 248316. هناك 3887 عملية استرداد, وبذلك يصل العدد الإجمالي للمتعافين إلى 196566. وهناك 13 حالة وفاة ليرتفع عدد الوفيات إلى 909. هناك 50841 حالة نشطة, منها 289 حالة في العناية المركزة و 127 في دعم التنفس الصناعي.[44]
- أبلغت نيوزيلندا عن حالتين جديدتين, ليصل العدد الإجمالي إلى 2322 (1,966 مؤكد و 356 محتمل). تم الإبلاغ عن حالة انتعاش واحدة, مما رفع العدد الإجمالي لعمليات الاسترداد إلى 2230. لا يزال عدد الوفيات 25. هناك 67 حالة نشطة.[45]
- أبلغت سنغافورة عن 11 حالة مستوردة جديدة, ليصل العدد الإجمالي إلى 59732 حالة.[46] تم تفريغ 22, ليصل العدد الإجمالي لعمليات الاسترداد إلى 59506. لا يزال عدد الوفيات عند 29.[47]
- إسبانيا تتجاوز 3 ملايين حالة كوفيد-19.[48]
- أبلغت أوكرانيا عن 2,656 حالة إصابة يومية جديدة و 127 حالة وفاة يومية جديدة, وبذلك يصل العدد الإجمالي إلى 1,249,646 و 23771 على التوالي, تعافى اجمالى 1,084,590 مريضاً.[49]

### 10 فبراير
- الأرجنتين تتجاوز 2 مليون حالة كوفيد-19
- أبلغت ماليزيا عن 3288 حالة جديدة, ليصل العدد الإجمالي إلى 251604 حالة. هناك 1,929 عملية استرداد, وبذلك يصل العدد الإجمالي للمتعافين إلى 198,495. هناك 14 حالة وفاة, وبذلك يرتفع عدد الوفيات إلى 923. هناك 52186 حالة نشطة, منها 285 حالة في العناية المركزة و 131 على دعم جهاز التنفس الصناعي.[50]
- أبلغت نيوزيلندا عن 3 حالات جديدة بينما تم تصنيف حالة تم الإبلاغ عنها سابقًا على أنها قيد التحقيق, مما رفع العدد الإجمالي إلى 2324 (تم تأكيد 1968 حالة و 356 محتملة). تم استرداد عشر حالات, وبذلك يصل العدد الإجمالي للمتعافين إلى 2240. لا يزال عدد الوفيات 25 حالة. وهناك 59 حالة نشطة (58 في حالة عزل مُدار وواحدة في المجتمع) .[51]
- روسيا تتجاوز 4 ملايين حالة كوفيد-19.[52]
- أبلغت سنغافورة عن 15 حالة جديدة, بما في ذلك حالة مقيمة في عنبر و 14 حالة مستوردة, ليصل العدد الإجمالي إلى 59747.[53] تعافى 20 شخصًا, ليصل إجمالي عدد حالات الشفاء إلى 59526 شخصًا. لا يزال عدد الوفيات عند 29.[54]
- أبلغت أوكرانيا عن 3,409 حالات إصابة يومية جديدة و 163 حالة وفاة يومية جديدة, وبذلك يصل العدد الإجمالي إلى 1,253,055 و 23,934 على التوالي, وقد تعافى اجمالى 1092376 مريضاً.[55]

### 11 فبراير
- أبلغت ماليزيا عن 3,384 حالة جديدة, ليصل العدد الإجمالي إلى 254,988 حالة. هناك 3,774 عملية استرداد, وبذلك يصل العدد الإجمالي لعمليات الاسترداد إلى 202,269. هناك 13 حالة وفاة, ليرتفع عدد الوفيات إلى 936. هناك 51783 حالة نشطة, منها 259 في العناية المركزة و 122 في دعم جهاز التنفس الصناعي.[56]
- أبلغت نيوزيلندا عن حالة واحدة جديدة, ليصل العدد الإجمالي إلى 2324 (1968 حالة مؤكدة و 356 محتملة). تعافى خمسة أشخاص, ليصل إجمالي عدد حالات الشفاء إلى 2245. لا يزال عدد الوفيات 25. هناك 54 حالة نشطة (53 في عزلة مُدارة وواحدة في المجتمع).[57]
- أبلغت سنغافورة عن 12 حالة جديدة, بما في ذلك ثلاث حالات في المجتمع وتسع حالات وافدة, ليصل العدد الإجمالي إلى 59,759.[58] تم تفريغ 32, ليصل إجمالي عدد المستردات إلى 59558. لا يزال عدد الوفيات عند 29.[59]
- أبلغت أوكرانيا عن 5,039 حالة إصابة يومية جديدة و 124 حالة وفاة يومية جديدة, وبذلك يصل العدد الإجمالي إلى 1,258,094 و 24,058 على التوالي, وقد تعافى اجمالى 1098.944 مريضاً.[60]

### 12 فبراير
- أبلغت ماليزيا عن 3,318 حالة جديدة, ليصل العدد الإجمالي إلى 258,306 حالة. هناك 3,505 عمليات استرداد, وبذلك يصل العدد الإجمالي لعمليات الاسترداد إلى 205,774. وهناك 17 حالة وفاة, ليرتفع عدد الوفيات إلى 953. هناك 51.579 حالة نشطة, منها 258 حالة في العناية المركزة و 119 حالة في دعم جهاز التنفس الصناعي.[61]
- ملبورن, ثاني أكثر مدن أستراليا اكتظاظًا بالسكان, تتجه نحو إغلاق مفاجئ لمدة خمسة أيام, وهو ثالث إغلاق لها منذ بداية الوباء, بعد انتقال المجتمع لمتغير Lineage B.1.1.7 UK.
- أبلغت نيوزيلندا عن حالتين جديدتين, ليصل العدد الإجمالي إلى 2326 (1,970 مؤكدة و 356 محتملاً). تعافى 12 شخصًا, ليصل العدد الإجمالي لحالات الشفاء إلى 2257. لا يزال عدد الوفيات 25. هناك 44 حالة نشطة (43 في عزلة مُدارة وواحدة في المجتمع).[62]
- أبلغت سنغافورة عن 18 حالة جديدة, بما في ذلك حالتان في المجتمع و 16 حالة مستوردة, ليصل الإجمالي إلى 59,777.[63] تعافى 11 شخصًا, ليصل إجمالي عدد حالات الشفاء إلى 59,569. لا يزال عدد الوفيات عند 29.[64]
- أبلغت أوكرانيا عن 4,773 حالة يومية جديدة و 116 حالة وفاة يومية جديدة, وبذلك يصل العدد الإجمالي إلى 1,262,867 و 24,174 على التوالي, وقد تعافى اجمالى 1,106,155 مريضاً.[65]
- المملكة المتحدة تتجاوز 4 ملايين حالة كوفيد-19.[66]

### 13 فبراير
- أبلغت ماليزيا عن 3,499 حالة جديدة, ليصل العدد الإجمالي إلى 261,805 حالة. هناك 3,515 عملية استرداد, وبذلك يصل العدد الإجمالي للمتعافين إلى 209,289. وهناك خمس وفيات, ليرتفع عدد الوفيات إلى 958. هناك 51558 حالة نشطة, منها 263 حالة في العناية المركزة و 118 في دعم جهاز التنفس الصناعي.[67]
- أبلغت نيوزيلندا عن حالتين جديدتين, ليصل العدد الإجمالي إلى 2328 (1,972 مؤكد و 356 محتمل). كان هناك انتعاش جديد واحد, ليصل إجمالي عدد حالات الاسترداد إلى 2258. لا يزال عدد الوفيات 25. هناك 45 حالة نشطة, منها 44 حالة في حالة عزل مُدار وواحدة في دعم جهاز التنفس الصناعي.[68]
- أبلغت سنغافورة عن تسع حالات وافدة جديدة, ليصل العدد الإجمالي إلى 59786. تم تفريغ 35, ليصل إجمالي عدد المستردات إلى 59,604. لا يزال عدد الوفيات عند 29.[69]
- أبلغت أوكرانيا عن 5182 حالة إصابة يومية جديدة و 111 حالة وفاة يومية جديدة, وبذلك يصل العدد الإجمالي إلى 1.268.049 و 24,285 على التوالي, وقد تعافى اجمالى 1,112,299 مريضاً.[70]

### 14 فبراير
- أبلغت ماليزيا عن 2464 حالة جديدة, ليرتفع العدد الإجمالي إلى 264269. هناك 4,525 عملية استرداد, وبذلك يصل العدد الإجمالي لعمليات الاسترداد إلى 213,814. وهناك سبع وفيات, ليرتفع عدد الوفيات إلى 965. هناك 49490 حالة نشطة, 260 منها في العناية المركزة و 111 في دعم جهاز التنفس الصناعي.[71]
- أبلغت نيوزيلندا عن ثلاث حالات انتقال مجتمعية جديدة, مما رفع العدد الإجمالي إلى 2330 (تم تأكيد 974 و 356 محتمل). ولا يزال عدد المتعافين 2258 بينما لا يزال عدد الوفيات 25. هناك 44 حالة نشطة, منها 44 حالة في حالة عزلة مُدارة وثلاث حالات في المجتمع.[72] كانت هذه الحالات المجتمعية الثلاث أفرادًا من عائلة (أم وأب وابنة) من بابواتو, جنوب أوكلاند.[73]
- أبلغت سنغافورة عن 14 حالة واردة جديدة, ليصل العدد الإجمالي إلى 59800 حالة.[74] تعافى 17 شخصًا, ليصل إجمالي عدد حالات الشفاء إلى 59621. لا يزال عدد الوفيات عند 29.[75]
- أبلغت أوكرانيا عن 3094 حالة يومية جديدة و 45 حالة وفاة يومية جديدة, وبذلك يصل العدد الإجمالي إلى 1271.143 و 24330 على التوالي, وقد تعافى اجمالى 1114301 مريضاً.[76]

### 15 فبراير
- أبلغت ماليزيا عن 2176 حالة, ليصل العدد الإجمالي إلى 266445 حالة. هناك 4,521 عملية استرداد, وبذلك يرتفع العدد الإجمالي للمتعافين إلى 218,335. هناك عشر وفيات, ليرتفع عدد الوفيات إلى 975. هناك 47135 حالة نشطة, 260 منها في العناية المركزة و 112 في دعم جهاز التنفس الصناعي.[77]
- أبلغت نيوزيلندا عن ست حالات جديدة في العزل المُدار, ليصل العدد الإجمالي إلى 2336 (1980 مؤكدة و 356 محتملة). تعافى ستة أشخاص, ليصل إجمالي عدد حالات الشفاء إلى 2264. لا يزال عدد الوفيات 25. هناك 47 حالة نشطة, منها 44 حالة في عزلة مُدارة وثلاث حالات انتقال مجتمعية.[78]
- أبلغت سنغافورة عن تسع حالات وافدة جديدة, ليصل العدد الإجمالي إلى 59809. تم تفريغ 20, ليصل إجمالي عدد المستردات إلى 59641. لا يزال عدد الوفيات عند 29.[79]
- أبلغت أوكرانيا عن 2332 حالة إصابة يومية جديدة و 62 حالة وفاة يومية جديدة, وبذلك يصل العدد الإجمالي إلى 1273475 و 24392 على التوالي, وقد تعافى اجمالى 1116779 مريضاً.[80]

### 16 فبراير
- أبلغت ماليزيا عن 2720 حالة جديدة, ليصل العدد الإجمالي إلى 269195 حالة. هناك 5,718 عملية استرداد, وبذلك يصل العدد الإجمالي للمتعافين إلى 224,053. وسقط ثمانية قتلى, ليرتفع عدد الوفيات إلى 983. هناك 44129 حالة نشطة, منها 253 حالة في العناية المركزة و 118 في دعم جهاز التنفس الصناعي.[81]
- لم تبلغ نيوزيلندا عن أي حالات جديدة. ومع ذلك, تم التعرف على مريض متوفى واحد (تم تصنيفه سابقًا على أنه قيد التحقيق) على أنه حالة وفاة كوفيد-19, مما رفع عدد الوفيات إلى 26 والعدد الإجمالي إلى 2337 (تم تأكيد 981 و 356 محتملاً). تعافى شخص واحد, ليصل إجمالي عدد حالات الشفاء إلى 2265. هناك 46 حالة نشطة (43 في عزلة مُدارة وثلاث في المجتمع).[82]
- أبلغت سنغافورة عن حالة واحدة مستوردة جديدة, ليصل العدد الإجمالي إلى 59810 حالة.[83] تعافى 20 شخصًا, ليصل إجمالي عدد حالات الشفاء إلى 59661. لا يزال عدد الوفيات عند 29.[84]
- أبلغت أوكرانيا عن 3143 حالة إصابة يومية جديدة و 150 حالة وفاة يومية جديدة, وبذلك يصل العدد الإجمالي إلى 1,276,618 و 24,542 على التوالي, وقد تعافى اجمالى 1122968 مريضاً.[85]
- المكسيك تتجاوز 2 مليون حالة كوفيد-19.[86]

### 17 فبراير
- أبلغت ماليزيا عن 2,998 حالة جديدة, وبذلك يصل العدد الإجمالي إلى 272,762. هناك 5,709 عمليات استرداد, وبذلك يصل العدد الإجمالي للمتعافين إلى 229,762. هناك 22 حالة وفاة, وبذلك يرتفع عدد الوفيات إلى 1005. هناك 41396 حالة نشطة, 231 منها في العناية المركزة و 115 في دعم جهاز التنفس الصناعي.[87]
- أبلغت نيوزيلندا عن ثلاث حالات جديدة, ليصل العدد الإجمالي إلى 2340 (1,984 مؤكد و 356 محتمل). ولا يزال عدد المتعافين 2265 بينما لا يزال عدد الوفيات 26. هناك 49 حالة نشطة (44 في العزلة المدارة وخمس في المجتمع).[88] في وقت لاحق من ذلك اليوم, تم الإبلاغ عن حالة سادسة في أوكلاند.[89]
- أبلغت سنغافورة عن 11 حالة جديدة, بما في ذلك حالة واحدة في المجتمع وعشر حالات مستوردة, ليصل الإجمالي إلى 59821.[90] تم تفريغ 15, ليصل إجمالي عدد حالات الاسترداد إلى 59676. لا يزال عدد الوفيات عند 29.[91]
- أبلغت أوكرانيا عن 4286 حالة إصابة يومية جديدة و 147 حالة وفاة يومية جديدة, وبذلك يصل العدد الإجمالي إلى 1,280,904 و 24,689 على التوالي, وقد تعافى اجمالى 1128890 مريضاً.[92]

### 18 فبراير
- البرازيل تتجاوز 10 ملايين حالة كوفيد 19
- أبلغت ماليزيا عن 2712 حالة جديدة, ليصل العدد الإجمالي إلى 274.875 حالة. هناك 5,320 عملية استرداد, وبذلك يصل العدد الإجمالي لعمليات الاسترداد إلى 235,082. هناك 25 حالة وفاة, ليرتفع عدد الوفيات إلى 1030. هناك 38763 حالة نشطة, 227 منها في العناية المركزة و 103 في دعم التنفس الصناعي.[93]
- أبلغت نيوزيلندا عن أربع حالات, مما رفع العدد الإجمالي إلى 2344 (1,988 مؤكد و 356 محتمل). هناك سبع حالات استرداد, ليصل العدد الإجمالي لعمليات الاسترداد إلى 2272. لا يزال عدد الوفيات 26. هناك 46 حالة نشطة, 40 منها في عزلة مُدارة وستة في المجتمع.[94]
- أبلغت سنغافورة عن 11 حالة مستوردة جديدة, ليصل العدد الإجمالي إلى 59832 حالة. تعافى ثلاثة أشخاص, ليصل إجمالي عدد حالات الشفاء إلى 59679. لا يزال عدد الوفيات عند 29.[95]
- أبلغت أوكرانيا عن 6237 حالة يومية جديدة و 163 حالة وفاة يومية جديدة, وبذلك يصل العدد الإجمالي إلى 1287141 و 24852 على التوالي, وقد تعافى اجمالى 1134120 مريضاً.[96]

### 19 فبراير
- أبلغت ماليزيا عن 2936 حالة جديدة, ليصل العدد الإجمالي إلى 277.811 حالة. تم استرداد 4,889, ليصل إجمالي عدد عمليات الاسترداد إلى 239,971. تم الإبلاغ عن 13 حالة وفاة جديدة, ليصل عدد الوفيات إلى 1043. هناك 37797 حالة نشطة, منها 220 في العناية المركزة و 104 في دعم التنفس الصناعي.[97]
- أبلغت نيوزيلندا عن أربع حالات جديدة, ليصل العدد الإجمالي إلى 2348 (1992 حالة مؤكدة و 356 محتملة). لا يزال عدد حالات الشفاء 2272 بينما لا يزال عدد الوفيات 26. هناك 50 حالة نشطة, 43 منها في عزلة مُدارة وسبع في المجتمع.[98]
- أبلغت سنغافورة عن 14 حالة واردة جديدة, ليصل العدد الإجمالي إلى 59846. تم تفريغ 18, ليصل إجمالي عدد المستردات إلى 59697. لا يزال عدد الوفيات عند 29.[99]
- أبلغت أوكرانيا عن 6531 حالة يومية جديدة و 120 حالة وفاة يومية جديدة, وبذلك يصل العدد الإجمالي إلى 1,293,672 و 24972 على التوالي, وقد تعافى اجمالى 1139977 مريضاً.[100]
- الولايات المتحدة الأمريكية تتجاوز 28 مليون حالة كوفيد 19

### 20 فبراير
- أبلغت ماليزيا عن 2461 حالة جديدة, ليصل العدد الإجمالي إلى 280,272 حالة. هناك 4,782 عملية استرداد, وبذلك يصل العدد الإجمالي للمبالغ المستردة إلى 244,753. وسقط 8 قتلى, ليرتفع عدد الوفيات إلى 1051. هناك 34468 حالة, 207 منها في العناية المركزة و 91 في دعم جهاز التنفس الصناعي.[101]
- أبلغت نيوزيلندا عن حالتين جديدتين, ليصل العدد الإجمالي إلى 2,350 (1,994 مؤكد و 356 محتمل). تعافى شخص واحد, ليصل إجمالي عدد حالات الشفاء إلى 2273. لا يزال عدد الوفيات 26. هناك 51 حالة نشطة (44 في عزلة مُدارة وسبع حالات انتقال مجتمعية).[102]
- أبلغت سنغافورة عن 12 حالة وافدة جديدة, ليصل العدد الإجمالي إلى 59,858 حالة. تعافى 22 شخصًا, ليصل إجمالي عدد حالات الشفاء إلى 59719. لا يزال عدد الوفيات عند 29.[103]
- أبلغت أوكرانيا عن 6295 حالة إصابة يومية جديدة و 73 حالة وفاة يومية جديدة, وبذلك يصل العدد الإجمالي إلى 1,299,967 و 25.045 على التوالي, وقد تعافى اجمالى 1144516 مريضاً.[104]

### 21 فبراير
- أبلغت ماليزيا عن 3,297 حالة, ليصل العدد الإجمالي إلى 283,569 حالة. هناك 4,456 عملية استرداد, وبذلك يصل العدد الإجمالي لعمليات الاسترداد إلى 249,202. وهناك خمس وفيات, ليرتفع عدد الوفيات إلى 1,056. هناك 33,304 حالة نشطة, 209 في العناية المركزة و 90 في دعم جهاز التنفس الصناعي.[105]
- أبلغت نيوزيلندا عن حالة واحدة جديدة, مما رفع العدد الإجمالي إلى 2,350 (1,994 مؤكدة و 356 محتملة). ولا يزال العدد الإجمالي للشفاء 2273 بينما لا يزال عدد الوفيات 26. هناك 51 حالة نشطة (44 في عزلة مُدارة وسبع حالات انتقال مجتمعية).[106]
- أبلغت سنغافورة عن 11 حالة واردة جديدة, ليصل العدد الإجمالي إلى 59869. تم تفريغ 12, ليصل إجمالي عدد المستردات إلى 59731. لا يزال عدد الوفيات عند 29.[107]
- أبلغت أوكرانيا عن 4489 حالة إصابة يومية جديدة و 58 حالة وفاة يومية جديدة, وبذلك يصل العدد الإجمالي إلى 1,304,456 و 25,103 على التوالي, وقد تعافى اجمالى 1,146,073 مريضاً.[108]

### 22 فبراير
- الهند تجاوزت 11 مليون حالة وعدد الوفيات عند 156,385.[109]
- أبلغت ماليزيا عن 2192 حالة, ليصل العدد الإجمالي إلى 285671 حالة. هناك 3,414 عملية استرداد جديدة, وبذلك يصل العدد الإجمالي لعمليات الاسترداد إلى 252,623. وسقط ستة قتلى, ليرتفع عدد الوفيات إلى 1062. هناك 32.076 حالة نشطة, منها 199 حالة في العناية المركزة و 91 حالة في العناية المركزة.[110]
- أبلغت نيوزيلندا عن سبع حالات جديدة, ليصل العدد الإجمالي إلى 2357 (تأكدت 2001 و 356 محتملاً). هناك أربع حالات استرداد, وبذلك يصل العدد الإجمالي لعمليات الاسترداد إلى 2277. لا يزال عدد الوفيات 26. هناك 54 حالة (46 حالة في عزلة مُدارة و 8 حالات على دعم جهاز التنفس الصناعي).[111]
- أبلغت سنغافورة عن 10 حالات جديدة, بما في ذلك حالة واحدة في المجتمع وتسع حالات مستوردة, ليصل الإجمالي إلى 59879. تعافى 15 شخصًا, ليصل إجمالي عدد حالات الشفاء إلى 59746. لا يزال عدد الوفيات عند 29.[112]
- أبلغت أوكرانيا عن 3206 حالات إصابة يومية جديدة و 53 حالة وفاة يومية جديدة, وبذلك يصل العدد الإجمالي إلى 1307662 و 25156 على التوالي, وقد تعافى اجمالى 1147426 مريضاً.[113]

### 23 فبراير
- أبلغت ماليزيا عن 2468 حالة جديدة, ليصل العدد الإجمالي إلى 288229. هناك 4,055 عملية استرداد, وبذلك يصل العدد الإجمالي لعمليات الاسترداد إلى 256,678. وهناك 14 حالة وفاة ليرتفع عدد الوفيات إلى 1076. هناك 30475 حالة نشطة, 196 منها في العناية المركزة و 92 حالة في العناية المركزة.[114]
- أبلغت نيوزيلندا عن ست حالات جديدة, ليصل العدد الإجمالي إلى 2363. لا يزال عدد حالات الشفاء 2277 بينما لا يزال عدد الوفيات 26. هناك 60 حالة نشطة, منها 51 حالة في عزلة مُدارة وتسع حالات انتقال مجتمعية.[115] في وقت لاحق من ذلك اليوم, تم ربط حالتين جديدتين بمجموعة مدرسة بابواتو الثانوية.[116]
- أبلغت سنغافورة عن أربع حالات جديدة, بما في ذلك حالة واحدة مقيمة في عنبر وثلاث مستوردة, ليصل الإجمالي إلى 59,883.[117] تم تفريغ سبعة, ليصل إجمالي عدد المستردات إلى 59753. لا يزال عدد الوفيات عند 29.[118]
- أبلغت أوكرانيا عن 4182 حالة يومية جديدة و 153 حالة وفاة يومية جديدة, وبذلك يصل العدد الإجمالي إلى 1,311,844 و 25,309 على التوالي, وقد تعافى اجمالى 1,1151,777 مريضاً.[119]

### 24 فبراير
- أبلغت ماليزيا عن 3545 حالة جديدة, ليصل العدد الإجمالي إلى 291774. هناك 3,331 عملية استرداد, وبذلك يصل العدد الإجمالي لعمليات الاسترداد إلى 260,009. وهناك 12 حالة وفاة ليرتفع عدد الوفيات إلى 1088. هناك 30677 حالة نشطة, منها 189 حالة في العناية المركزة و 88 حالة في دعم جهاز التنفس الصناعي.[120]
- أبلغت نيوزيلندا عن أربع حالات جديدة, ليصل العدد الإجمالي إلى 2365. لا يزال عدد حالات الشفاء 2277 بينما لا يزال عدد الوفيات 26. هناك 62 حالة نشطة, منها 51 حالة في حالة عزل مُدار و 11 حالة مجتمعية.[121]
- أبلغت سنغافورة عن سبع حالات جديدة, بما في ذلك حالة واحدة في المجتمع وست حالات مستوردة, ليصل الإجمالي إلى 59,890.[122] تعافى ثمانية أشخاص, ليصل إجمالي عدد حالات الشفاء إلى 59761. لا يزال عدد الوفيات عند 29.[123]
- أبلغت أوكرانيا عن 5,850 حالة إصابة يومية جديدة و 152 حالة وفاة يومية جديدة, وبذلك يصل العدد الإجمالي إلى 1,317,694 و 25,461 على التوالي, وقد تعافى ما اجماليه 1,155,422 مريضاً.[124]
- تم الإبلاغ عن أكثر من 2.5 مليون حالة وفاة بسبب كوفيد-19 على مستوى العالم.

### 25 فبراير
- أبلغت ماليزيا عن 1924 حالة جديدة, ليصل العدد الإجمالي إلى 293,698. هناك 3,752 عملية استرداد, وبذلك يصل العدد الإجمالي لعمليات الاسترداد إلى 263,761. وهناك 12 حالة وفاة ليرتفع عدد الوفيات إلى 1100. هناك 28837 حالة نشطة, منها 205 حالة في العناية المركزة و 91 حالة في العناية المركزة.[125]
- أبلغت نيوزيلندا عن ثلاث حالات جديدة, ليصل العدد الإجمالي إلى 2,368. لا يزال عدد حالات الشفاء 2277 بينما لا يزال عدد الوفيات 26. هناك 65 حالة نشطة, منها 54 حالة في عزلة مُدارة و 11 حالة مجتمعية.[126]
- أبلغت سنغافورة عن عشر حالات جديدة, بما في ذلك حالتان في المجتمع وثماني حالات مستوردة, ليصل الإجمالي إلى 59,900.[127] تم تفريغ 24, ليصل إجمالي عدد المستردات إلى 59785. لا يزال عدد الوفيات عند 29.[128]
- أبلغت أوكرانيا عن 8147 حالة إصابة يومية جديدة و 135 حالة وفاة يومية جديدة, وبذلك يصل العدد الإجمالي إلى 1325841 و 25596 على التوالي, وقد تعافى ما مجموعه 1,159,311 مريضاً.[129]

### 26 فبراير
- أبلغت ماليزيا عن 2253 حالة جديدة, ليصل العدد الإجمالي إلى 295951 حالة. هناك 3085 عملية استرداد, وبذلك يصل العدد الإجمالي لعمليات الاسترداد إلى 266846. هناك 11 حالة وفاة, ليرتفع عدد الوفيات إلى 1111. هناك 27994 حالة نشطة, منها 201 حالة في العناية المركزة و 93 حالة في العناية المركزة.[130]
- أبلغت نيوزيلندا عن ثلاث حالات جديدة, ليصل العدد الإجمالي إلى 2371 (2015 مؤكدة و 356 محتملة). تعافى شخص واحد, ليصل إجمالي عدد حالات الشفاء إلى 2278. لا يزال عدد الوفيات 26. هناك 67 حالة نشطة, منها 56 حالة على الحدود و 11 حالة انتقال مجتمعية.[131]
- أبلغت سنغافورة عن 13 حالة مستوردة جديدة, ليصل الإجمالي إلى 59913 حالة. تعافى 18 شخصًا, ليصل إجمالي عدد حالات الشفاء إلى 59803 شخصًا. لا يزال عدد الوفيات عند 29.[132]
- أبلغت أوكرانيا عن 8003 حالات إصابة يومية جديدة و 146 حالة وفاة يومية جديدة, ليصل العدد الإجمالي إلى 1,333,844 و 25,742 على التوالي, وقد تعافى اجمالى 1163.555 مريضاً.[133]

### 27 فبراير
- أبلغت ماليزيا عن 2,364 حالة جديدة, ليصل العدد الإجمالي إلى 298,315. هناك 3,320 عملية استرداد, وبذلك يصل العدد الإجمالي لعمليات الاسترداد إلى 270,166. هناك 10 وفيات, ليرتفع عدد الوفيات إلى 1121. هناك 27,028 حالة نشطة, منها 190 حالة في العناية المركزة و 99 في دعم جهاز التنفس الصناعي.[134]
- أبلغت نيوزيلندا عن حالة واحدة جديدة, ليصل العدد الإجمالي إلى 2372 (2016 مؤكدة و 356 محتملة). وقد تعافى شخصان, ليصل العدد الإجمالي لحالات الشفاء إلى 2280. لا يزال عدد الوفيات 26. هناك 66 حالة نشطة, 55 منها على الحدود و 11 في المجتمع.[135] في وقت لاحق من ذلك المساء, ثبتت إصابة الأخ الأكبر لأحد الأشخاص غير الرسميين في أوكلاند بفيروس كوفيد -19.[136]
- أبلغت سنغافورة عن 12 حالة مستوردة جديدة, ليصل العدد الإجمالي إلى 59925 حالة.[137] تم تفريغ 13 منها, وبذلك يصل العدد الإجمالي لعمليات الاسترداد إلى 59816. بالإضافة إلى ذلك, توفيت حالة ثبتت إصابتها بالفيروس في إندونيسيا, لذلك ظل عدد الوفيات عند 29[138]
- أبلغت أوكرانيا عن 8172 حالة يومية جديدة و 151 حالة وفاة يومية جديدة, وبذلك يصل العدد الإجمالي إلى 1,342,016 و 25,893 على التوالي, وقد تعافى اجمالى 1,168,321 مريضاً.[139]

### 28 فبراير
- أبلغت ماليزيا عن 2437 حالة جديدة, ليصل العدد الإجمالي إلى 300752 حالة. هناك 3,228 عملية استرداد جديدة, وبذلك يصل العدد الإجمالي لعمليات الاسترداد إلى 273,417. وسقط تسعة قتلى, ليرتفع عدد الوفيات إلى 1130. هناك 26205 حالة نشطة, 202 في العناية المركزة و 93 في دعم التنفس الصناعي.[140]
- أبلغت نيوزيلندا عن أربع حالات جديدة, ليصل العدد الإجمالي إلى 2376 (2020 مؤكدة و 356 محتملة). هناك خمس حالات استرداد, وبذلك يصل العدد الإجمالي لعمليات الاسترداد إلى 2285. لا يزال عدد الوفيات 26. هناك 65 حالة نشطة, منها 54 حالة في عزلة مُدارة و 11 حالة في المجتمع.[141] في ذلك المساء, أكدت السلطات الصحية النيوزيلندية حالة جديدة مرتبطة بمجموعة أوكلاند في فبراير.[142]
- أبلغت سنغافورة عن 11 حالة جديدة, بما في ذلك حالة واحدة مقيمة في عنبر وعشر حالات مستوردة, ليصل الإجمالي إلى 59936 حالة.[143] تعافى سبعة أشخاص, ليصل إجمالي عدد حالات الشفاء إلى 59823. لا يزال عدد الوفيات عند 29.[144]
- أبلغت أوكرانيا عن 5833 حالة يومية جديدة و 89 حالة وفاة يومية جديدة, وبذلك يصل العدد الإجمالي إلى 1347849 و 25982 على التوالي, وقد تعافى اجمالى 1170.023 مريضاً.[145]

## ملخص
لم تؤكد أي دول أو مناطق جديدة حالاتها الأولى خلال فبراير 2021.

بحلول نهاية شهر فبراير, لم تبلغ البلدان والأقاليم التالية فقط عن أي حالات إصابة بفيروس كورونا, على الرغم من أن بعض الادعاءات محل نزاع أو معارضة: إفريقيا 
- سانت هيلانة وأسينشين وتريستان دا كونا

 آسيا 
- جزيرة كريسماس
- جزر كوكوس
- كوريا الشمالية
- تركمانستان

أوروبا 
- سفالبارد

 أوقيانوسيا 
- جزر كوك
- كيريباتي
- ناورو
- نييوي
- جزيرة نورفولك
- بالاو
- جزر بيتكيرن
- توكيلاو
- تونغا
- Tuvalu